# Philipp von Luetzelburg
Dr. Philipp von Luetzelburg (1880-1948) fue un ingeniero, botánico, fitogeógrafo y explorador alemán que realizó extensas exploraciones botánicas en el noreste de Brasil, y que fue contratado por la "Inspectoria Federal de Obras contra las Secas".

## Algunas publicaciones
- 1942. Zur Geschichte der Kariben (La historia del Caribe)

### Libros
- 1909. Beiträge zur Kenntnis der Utricularien (Las contribuciones al conocimiento de Utricularias). Tesis. 68 pp.
- hans Kinzl, philipp von Luetzelburg. Die künstliche Bewässerung in Peru (El riego artificial en el Perú) 24 pp.
- 1928. Über zwei terpenführende Lauraceen Nordbrasiliens (Alrededor de dos Lauráceas del norte de Brasil). 10 pp.
- 1937. Estudo Botanico do Nordéste. Vol. 3, Publication n° 57. 130 pp. (reeditado en 1980 por "Fundação Guimarães Duque, Escola Superior de Agricultura de Mossoró, CNPq")
- 1941. Amazonien als organischer Lebensraum: zur Erinnerung an die 400jährige Wiederkehr der Entdeckung des Amazonas; mit 6 Abbildungen (Amazonia como un hábitat orgánico: en la memoria del retorno de 400 años del descubrimiento del Amazonas, con 6 imágenes). Ed. Ferd. Dümmler. 33 pp.

## Honores

### Epónimos
Género
- (Leguminosae) Luetzelburgia Harms[2]

Especies
- (Adiantaceae) Adiantopsis luetzelburgii Rosenst.[3]
- (Apocynaceae) Dipladenia luetzelburgii H.Ross & Markgr.[4]
- (Asteraceae) Calea luetzelburgii Suess.[5]
- (Burmanniaceae) Thismia luetzelburgii K.I.Goebel & Sussenguth[6]
- (Cactaceae) Cephalocereus luetzelburgii (Vaupel) Borg[7]
- (Caesalpiniaceae) Copaifera luetzelburgii Harms[8]
- (Cochlospermaceae) Cochlospermum luetzelburgii Pilg.[9]
- (Convolvulaceae) Evolvulus luetzelburgii Helwig[10]
- (Cyclanthaceae) Asplundia luetzelburgii Harling[11]
- (Ericaceae) Gaultheria × luetzelburgii Sleumer[12]
- (Eriocaulaceae) Paepalanthus luetzelburgii Herzog[13]
- (Euphorbiaceae) Croton luetzelburgii Pax & K.Hoffm.[14]
- (Flacourtiaceae) Casearia luetzelburgii Sleumer[15]
- (Grammitidaceae) Xiphopteris luetzelburgii (Rosenst.) Brade[16]
- (Isoetaceae) Isoetes luetzelburgii U.Weber in Luetzelb.[17]
- (Lamiaceae) Eriope luetzelburgii Harley[18]
- (Lauraceae) Aiouea luetzelburgii Mez[19]
- (Leguminosae) Calliandra luetzelburgii Harms[20]
- (Lentibulariaceae) Utricularia luetzelburgii Merl ex Luetzelb.[21]
- (Lycopodiaceae) Lycopodium luetzelburgii Rosenst.[22]
- (Malpighiaceae) Byrsonima luetzelburgii Steyerm.[23]
- (Malvaceae) Sida luetzelburgii Ulbr.[24]
- (Melastomataceae) Chaetostoma luetzelburgii Markgr.[25]
- (Mimosaceae) Calliandra luetzelburgii Harms[26]
- (Myrtaceae) Calyptranthes luetzelburgii Burret ex Luetzelb.[27]
- (Orchidaceae) Pelexia luetzelburgii Schltr.[28]
- (Oxalidaceae) Biophytum luetzelburgii Suess.[29]
- (Passifloraceae) Passiflora luetzelburgii Harms[30]
- (Poaceae) Chloris luetzelburgii Hitchc.[31]
- (Polypodiaceae) Polypodium luetzelburgii Rosenst.[32]
- (Schizaeaceae) Anemia luetzelburgii Rosenst.[33]
- (Solanaceae) Melananthus luetzelburgii Suess. & Beyerle[34]
- (Turneraceae) Turnera luetzelburgii Sleumer[35]
- (Velloziaceae) Nanuza luetzelburgii R.J.V.Alves[36]
- (Xyridaceae) Xyris luetzelburgii Malme[37]

- La abreviatura «Luetzelb.» se emplea para indicar a Philipp von Luetzelburg como autoridad en la descripción y clasificación científica de los vegetales.[38]